# چارلز بوچارد
چارلز بوچارد (انگلیسی: Charles Bouchard؛ زادهٔ ۱۹۵۶) سپهبد بازنشسته نیروی هوایی سلطنتی کانادا است، که در فاصله سال‌های ۲۰۰۹ تا ۲۰۱۱ به‌عنوان فرمانده ستاد فرماندهی نیروی مشترک ناپل فعالیت می‌کرد.
بوچارد فعالیت نظامی را از سال ۱۹۷۴ در نیروی هوایی کانادا آغاز کرد. وی از ۲۰۰۲ تا ۲۰۰۴ فرماندهی بال ۱ کینگ‌استون را برعهده داشت، در فاصله سال‌های ۲۰۰۴ تا ۲۰۰۷ به‌عنوان فرمانده لشکر ۱ هوایی کانادا فعالیت می‌کرد و از ۲۰۰۷ تا ۲۰۰۹ جانشین فرماندهی دفاع هوافضای آمریکای شمالی بود.